# Snowballing

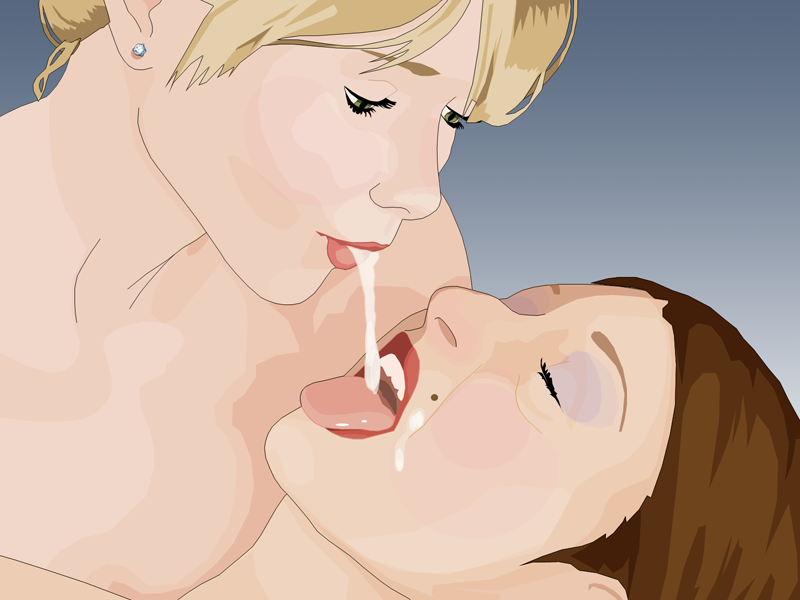
Ilustrace snowballingu

Snowballing (česky doslova „válení sněhové koule“) či též cum swapping nebo semen swapping, je nepenetrativní sexuální praktika, při níž dochází k výměně spermatu z úst do úst. Zpravidla při ní dojde k ejakulaci do úst jednoho z partnerů, který sperma předává, například prostřednictvím líbání, do partnerových úst, či do úst jiného partnera. U heterosexuálního páru snowballing znamená, že muž přijme do úst své vlastní sperma, které předtím ejakuloval do partnerčiných úst.
Svůj název tato technika získala z doslovného „navalování sněhové koule“, jelikož při předávání spermatu z úst do úst se jeho množství navyšuje o sliny a paralelně s „navalováním sněhové koule“ se jeho objem zvyšuje. Vzhledem k výměně tělesných tekutin není tato sexuální praktika bezpečná a může během její praktikování docházet k přenosu různých pohlavních onemocnění mezi partnery.
Snowballing je zachycován v pornografických filmech, kde je často součástí bukkake.